# Kevin Saunderson
Kevin Maurice Saunderson (Brooklyn, New York, 5 september 1964) is een Amerikaanse producer en live-dj. Kevin speelde een zeer belangrijke rol bij het ontstaan van techno als muziekstijl in de scene van zijn woonplaats Detroit. Bovendien wist hij als eerste techno te verwerken met disco en soulinvloeden voor zijn act Inner City, waarmee hij in 1988 de wereldhits Big Fun en Good Life maakte. Ook richtte hij The Reese Project op, waarmee hij wat bescheiden hits maakte. Bekende soloplaten zijn Rock to the beat, Bassline en zijn remix van Money van Cameo.

## Vroege jaren
Saunderson werd geboren in New York, maar verhuist als hij 9 is hij naar Detroit. Hier kom hij op de Belleville High School terecht. Hier raakt hij bevriend  met Juan Atkins en Derrick May. Het drietal kan elkaar vinden in een voorliefde voor de muziek van Kraftwerk en Depeche Mode en vormt de Belville Three. Wanneer Kevin telecommunicatie studeert aan de universiteit begint zijn ambitie voor het maken van muziek. Zijn vriend Atkins was in 1981 al begonnen met het project Cybotron en ook Derrick May was onder invloed hiervan begonnen met het maken van muziek. Dat steekt ook Saunderson aan om dj en producer te worden. Het drietal staat met enkele plaatsgenoten aan de basis van de techno. Juan Atkins helpt Saunderson met het selecteren van de juiste apparatuur. Dit resulteert in de eerste productie Triangle of love van Kreem (1986). In 1987 richt hij ook het label KMS-records op, waarbij de naam op zijn initialen is gebaseerd. In 1988 heeft hij met Santonio Echols zijn eerste succes met de track Rock To The Beat, die het goed doet in de Belgische New beat-scene.

## Inner City
In 1988 vormt hij de act Inner City, waarmee hij zijn grootste successen heeft. Saunderson heeft een track waarbij hij vocals nodig heeft en komt via via bij zangeres Shanna V. Jackson (Paris Grey) uit. Die maakt er een tekst bij en zodoende is Big Fun ontstaan. De toegankelijke, dansbare en vernieuwende plaat groeit in de loop van 1988 uit tot een wereldhit. Dit wordt nog overtroffen met Good Life. Inner City maakt in de jaren van 1988 tot 1992 drie albums en nog een handvol met hits. Daarna wordt het rustiger rondom Inner City. Paris Grey verlaat de groep als permanent onderdeel. Toch blijven er te pas en te onpas singles onder deze naam verschijnen. Met Inner City verkoopt Saunderson meer dan zes miljoen platen.

## Soloprojecten
Naast Inner City blijft Saunderson ook solo actief. Zijn bekendste pseudoniem is daarbij Reese. Hij krijgt daarmee in de vroege jaren negentig aansluiting bij de rave met de track Bassline (1991) een zijn remix voor Money van Cameo.  Op zijn hardst komt hij uit de hoek als Tronikhouse waarmee hij het Europese hardcoregeluid omarmt. Hij is ook een mentor voor Chez Damier en Marc Kinchen wiens carrières hij op weg helpt. In 1992 richt hij ook een nieuwe act op. The Reese Project combineert weer techno met toegankelijke elementen. Veel van de zang wordt door zijn vrouw Ann Saunderson voor rekening genomen. Daarnaast zijn er Michael Nanont en Rachel Kapp. Hij maakt het album Faith Hope & Clarity (1992), waarop Byron Stingily een nummer meezingt en ook hulop is van Underground Resistance en Chez Damier. The Colour of Love wordt een bescheiden hit, maar het succes van Inner City evenaart hij bij lange na niet. 
Naarmate de jaren negentig vorderen richt Saunderson zijn blik niet meer op de hitparades en meer op zijn dj-carrière en het produceren van zuivere techno voor de dansvloer. Zijn alter ego E-Dancer wordt vanaf dat moment de belangrijkste uitlaatklep. Onder die naam maakt hij in 1998 het album Heavenly. Daarbij is de single Velocity Funk een nieuwe versie van zijn remix voor Money van Cameo. In 2017 maakt hij een verbeterde opname van zijn album met Heavenly revisited. Een jaar later bewerkt hij de tracks opnieuw voor het album Infused. Hierop maakt hij filmmuziekachtige downtempo-versies.

## Selecte discografie
Inner City -
Big fun /
Good life /
Ain't nobody better /
Whatcha Gonna Do With My Lovin' /
Let it reign /
Pennies from heaven /
Do ya
E-Dancer -
Heavenly /
Banjo /
Pump the move /
Velocity funk
Reese Project -
Direct me /
The colour of love
Tronik house -
Uptempo /
Straight outta hell
Reese -
Rock to the beat /
Funky, Funk, Funk /
Bassline